# Andriy Rusol
Andriy Anatoliyovych Rusol (Kirovohrad, Óblast de Kirovogrado; 16 de enero de 1983) es un exfutbolista ucraniano que jugó como defensor. Formó parte de la selección de fútbol de su país. Actualmente es director general del SC Dnipro-1 de la Liga Premier de Ucrania.

## Trayectoria
Rusol se formó en el Zirka Kirovohrad y debutó con el club en 1998. Con tan solo un partido jugado fue adquirido por el Kryvbass Kryvy Ryh para la temporada 1999-00. En 2003 tuvo la oportunidad de sumarse al FC Dnipro Dnipropetrovsk, uno de los equipos más reconocidos de la Liga Premier de Ucrania por detrás del Dinamo Kiev y el Shakhtar Donetsk. Con el Dnipro fue finalista de la Copa de Ucrania en 2004.

## Selección nacional
Rusol comenzó jugando en la selección de fútbol de Ucrania en 2004. En 2006 formó parte del plantel ucraniano que llegó a cuartos de final de la Copa Mundial de Fútbol de 2006. En ese campeonato el defensor convirtió un gol ante Arabia Saudita en la primera fase.
| Mundial                        | Sede     | Resultado        |
| ------------------------------ | -------- | ---------------- |
| Copa Mundial de Fútbol de 2006 | Alemania | Cuartos de final |

## Clubes
| Club                     | País    | Año       |
| ------------------------ | ------- | --------- |
| Zirka Kirovohrad         | Ucrania | 1998-1999 |
| Kryvbass Kryvy Ryh       | Ucrania | 1999-2003 |
| FC Dnipro Dnipropetrovsk | Ucrania | 2003-2011 |